# 三山國王廟 (平山)

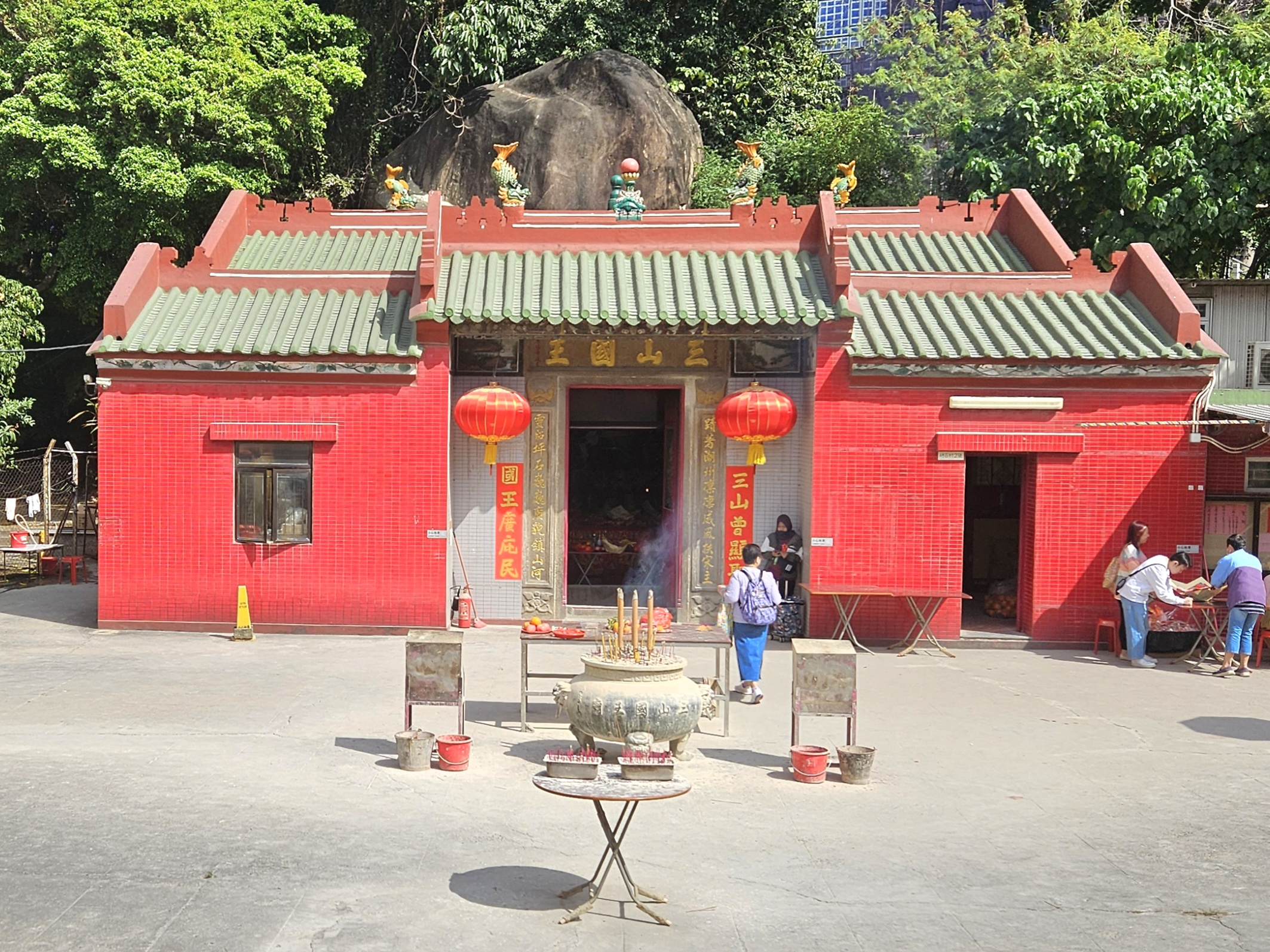
三山國王廟

香港平山的三山國王廟是一座香港三級歷史建築，位於九龍平山的坪石邨之側，近觀塘道。

## 歷史
這座三山國王廟約建於1800年左右（清朝嘉慶初年），由當時的坪石村及河瀝背村村民合資興建，而廟宇的位址當時已是海旁。
該廟曾於1946年擴建，成為現今的面貌，廟前石額上刻「三山國王」四字，門旁對聯則寫着：「跡著潮州，凜凜威風扶宋主；靈昭坪石，巍巍廟貌鎮山河」。
廟中供奉的三山國王，乃廣東揭陽的3位山神。亦有傳說三山國王本為山賊，盤據潮州境內3座山頭（獨山、明山 、巾山），專門劫富濟貧，其後為朝廷所降，封為將軍，死後更追封為王爺。每逢每年農曆二月十五的三山國王誕，均會熱鬧非常。

## 交通
註：此廟雖叫「牛池灣三山國王廟」，但實際地域屬觀塘區範圍"J05"，不是牛池灣所屬的黃大仙區。

## 相關廟宇
- 南丫島榕樹灣國王宮
- 大嶼山深石灣村三山國王廟

## 外部連結
维基共享资源上的相關多媒體資源：三山國王廟